# Toğrul Əsgərov
 Toğrul Əsgərov (souvent russifié en Toghrul Asgarov) est un lutteur azerbaïdjanais, né le 17 septembre 1992 à Gəncə.
En 2010 à Moscou, il devient vice-champion du monde de lutte libre dans la catégorie moins de 55 kg.
En 2012, il devient champion d'Europe des moins de 60 kg avant de s'imposer dans la même catégorie aux Jeux de Londres, en battant le russe Besik Kudukhov en finale. Mais le 29 août 2016, le CIO annonce qu'il était dopé en 2012, de même que le vice-champion Kudukhov, mort depuis, ce qui devrait lui faire perdre le titre olympique indûment obtenu.